# Nikomedija
Nikomedija (grško Νικομήδεια, današnji İzmit) je mesto v severozahodni Mali Aziji na skrajnem koncu zaliva Astacus (İzmit) v Propontu  (Marmarsko morje). Mesto je ustanovil Nikomed I. Bitinijski leta 264 pr. n. št.  

## Zgodovina
V zgodnji antiki se je mesto imenovalo Astacus ali Olbia. Ustanovljeno je bilo leta 712 pr. n. št. in kasneje porušeno.  Kralj Nikomed I. Bitinijski je leta 264 pr. n. št. mesto ponovno zgradil in ga po sebi imenoval Nikomedija. Mesto je kmalu postalo eno najpomembnejših mest v severozahodni Mali Aziji.  
V Rimskem cesarstvu je bila Nikomedija glavno mesto province Bitinije, med vladanjem cesarja Dioklecijana (284-305) pa je leta 286 postala celo vzhodna prestolnica Rimskega cesarstva. Prestolnica je ostala vse do leta 324, ko je Konstantin I. Veliki v bitki pri Krizopolisu (današnji Üsküdar na maloazijski obali Bosporja nasproti Istambula)  premagal rimskega so-cesarja Licinija. Nikomedija je bila naslednjih šest let začasna Konstantinova prestolnica, dokler ni leta 330 za Novi Rim razglasil bližnji Bizanc in ga kmalu zatem preimenoval v  Konstantinopel. Nikomedija je tudi po ustanovitvi Konstantinopla ostala stekališče trgovskih poti iz Azije in je zato ohranila svojo pomembnost. Cesar Konstantin je umrl leta 337 v svoji cesarski vili v bližini Nikomedije.
24. avgusta 358 je mesto porušil močan potres. Potresu je sledil požar, ki je do konca uničil vse, kar je po potresu ostalo. Nikomedijo so kasneje obnovili, vendar v manjšem obsegu. V 6. stoletju so med vladanjem cesarja Justinjana (527–565) v mestu zgradili nekaj lepih palač.
Nikomedija je bila bizantinsko mesto do leta 1337, ko so jo osvojili Turki.

## Pomembni meščani
- Mihael Psel (* 1017, † po letu 1078), grški pisec, filozof, politik in zgodovinar
- Sv. Jurij
- Arijan iz Nikomedije (Lucius Flavius Arrianus 'Xenophon') (* okrog 86 - † po 146), grški zgodovinar
- Barbara Nikomedijska, svetnica
- Evzebij Nikomedijski, arijanski škof
- Julijana Nikomedijska, svetnica
- Pantaleon, svetnik

V Nikomediji je nekaj let pred smrtjo živel  |kartažanski vojskovodja Hanibal in leta  183 pr. n. št. v bližnji Libyssi (današnji Gebze) naredil samomor.